# Nigra Fenikso

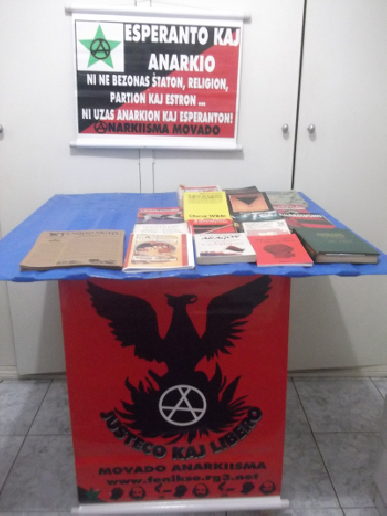
Paradeta de material esperantista i anarquista gestionada per Nigra Fenikso.

Nigra Fenikso (lit. ‘Fènix negre’) és un col·lectiu anarquista i esperantista brasiler que difon material d'anarquisme tant en llengua portuguesa com en esperanto. El nom al·ludeix al fènix que apareix a l'escut d'armes de la ciutat de Campinas, la seu del projecte.
El grup es va fundar l'any 2005. Així, van començar a editar en la dècada del 2010 la revista llibertària Anarkio, que té per lema Anarkio kaj esperanto. Entre d'altres, l'historiador portuguès Edgar Rodrigues, d'idees afins, va contribuir a llurs publicacions, fins i tot a les darreries de la vida i en estat moribund.
Nigra Fenikso té per objectiu fer arribar l'anarquisme i l'esperanto a més persones. En aquest sentit, distribueixen el jornal gratuït Ação Coletiva, per exemple.
| «                              | No esperis que el sistema capitalista canviï o “evolucioni” vers opcions “ecològicament correctes.” Dins del sistema capitalista, la lògica del lucre màxim va per davant de la vida de qualsevol. | » |
| — Nigra Fenikso, 262 Monólogos | |   |

Entre els anys 2016 i 2017, l'organització va passar a formar part d'una federació anarquista brasilera anomenada Iniciativa Federalista Anarquista al Brasil, juntament amb la Lliga Anarquista de Rio de Janeiro i la comuna anarcopunk Aurora Negra. Aquesta federació, al seu torn, pertany a la Internacional de Federacions Anarquistes. De fet, el juny del 2017, van ser els amfitrions de la primera reunió de la Comissió de Relacions de la IFA que té lloc a l'Amèrica Llatina, i també del III Fòrum General Anarquista del Brasil.